# Związek Bojowników Ruchu Wyzwoleńczego
Związek Bojowników Ruchu Wyzwoleńczego (ros. Союз Воинов Освободительного Движения, SWOD) – emigracyjna rosyjska organizacja antykomunistyczna o charakterze wojskowym działająca od 1948 r.
Organizacja powstała w zachodnich Niemczech w 1948 r. z inicjatywy b. szefa oddziału operacyjnego w sztabie Sił Zbrojnych Komitetu Wyzwolenia Narodów Rosji płk. Andrieja G. Ałdana (Nerianina). Skupiała głównie b. członków Związku Młodzieży Komitetu Wyzwolenia Narodów Rosji. Głosiła hasła republikańsko-demokratyczne. Krótko po utworzeniu weszła w skład Związku Walki o Wyzwolenie Narodów Rosji, zostając jego oddziałem wojskowym.